# فدشک
روستای فِدِشک روستایی است از توابع بخش مرکزی شهرستان خوسف و در ۶ کیلومتری از شهر خوسف واقع شده است.  بر اساس سرشماری سال 1395 مرکز آمار ایران، جمعیت آن بالغ بر ۹۹۸ نفر در ۳۵۶ خانواده بوده است. روستای مرکزمحور فدشک دارای چندین موضع توابع و آبادی است که همگی در مرزهای جغرافیایی و متعلق به محدوده ی سرزمینی فدشک بوده که شامل کلاته پایین، کلاته بالا، کلاته سرخان، قاسم آباد و بیشه  پایین و بیشه بالا، کلاته قاضی، گرجان، دستگرد، آریش و کلاته علی نظر می باشند. 